# Elektrownia jądrowa Belleville

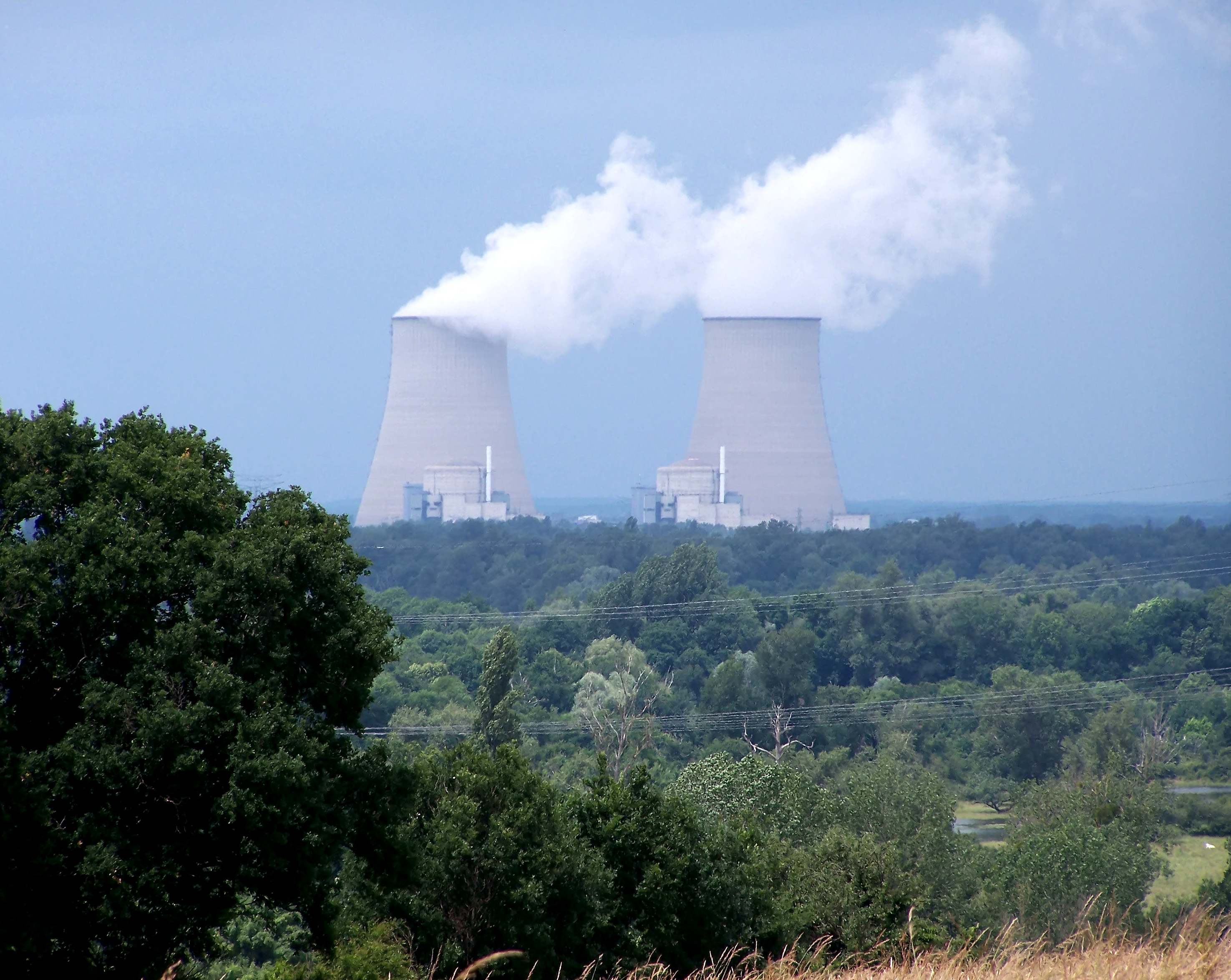
Elektrownia jądrowa Belleville, rok 2008

Elektrownia jądrowa Belleville (fr. Centrale nucléaire de Belleville) – francuska elektrownia jądrowa położona w sąsiedztwie miasta Belleville-sur-Loire, w regionie Burgundia, nad Loarą. Elektrownia posiada dwa bloki energetyczne, pokrywające około 4% zapotrzebowania Francji na energię elektryczną. Operatorem jest Électricité de France. Zbudowana przez GTM. Turbiny dostarczył Alstom.

## Elektrownia
Obszar elektrowni zajmuje 170 hektarów powierzchni. Elektrownia znajduje się na podwyższeniu o wysokości 4,6 metra stanowiącym zabezpieczenie przeciwpowodziowe. Elektrownia zlokalizowana jest nad rzeką Loarą, pomiędzy Nevers a Orléans. Woda z rzeki służy do chłodzenia reaktorów. Elektrownia zatrudnia około 620 pracowników.
Planowe wyłączenie reaktorów ma odbyć się w 2028 i 2029 roku.

### Reaktory
| Nazwa bloku  | Typ reaktora      | Producent | Rozpoczęcie budowy | Stan krytyczny  | Włącz. do sieci      | Działalność komercyjna | Moc elektr. netto | Moc elektr. brutto | Moc termiczna |
| ------------ | ----------------- | --------- | ------------------ | --------------- | -------------------- | ---------------------- | ----------------- | ------------------ | ------------- |
| Belleville-1 | PWR (P4 REP 1300) | Framatome | 1 maja 1980        | 9 września 1987 | 14 października 1987 | 1 czerwca 1988         | 1310 MW           | 1363 MW            | 3817 MW       |
| Belleville-2 | PWR (P4 REP 1300) | Framatome | 1 sierpnia 1980    | 25 maja 1988    | 6 lipca 1988         | 1 stycznia 1989        | 1310 MW           | 1363 MW            | 3817 MW       |

## Bezpieczeństwo
W maju 2001 roku w tej i czterech innych elektrowniach jądrowych stwierdzono wadę konstrukcyjną biernego układu awaryjnego chłodzenia reaktora (BUACR). 
Inspekcja wykazała, że w pewnych warunkach ciśnienie gorącej wody w reaktorze może zablokować spadek wody z akumulatorów biernego układu awaryjnego chłodzenia reaktora. W normalnych warunkach woda ta powinna samoistnie zalać reaktor. Francuski urząd dozoru jądrowego ASN początkowo zakwalifikował tę usterkę jako „anomalię” w skali INES, potem zwiększając jej powagę do poziomu „incydentu”.
Operator elektrowni zmodyfikował zrzutnię BUACR, co wyeliminowało możliwości zablokowania zrzutu wody.